# Sven-Åke Lundbäck
Sven-Åke Lundbäck (né le 26 janvier 1948) est un ancien fondeur suédois.

## Palmarès

### Jeux olympiques
| Épreuve / Édition | Sapporo 1972 | Innsbruck 1976 | Lake Placid 1980 |
| 15 km             | Or           | 30e            |                  |
| 30 km             | 13e          | 35e            | 17e              |
| 50 km             |              | 16e            | 8e               |
| 4 × 10 km         | 4e           | 4e             | 5e               |

### Championnats du monde
| Épreuve / Édition | Falun 1974 | Lahti 1978 |
| 15 km             |            | 6e         |
| 30 km             |            | 6e         |
| 50 km             | 4e         | Or         |
| 4 × 10 km         |            | Or         |